# Thajsko na Letních olympijských hrách 1996
Thajsko se účastnilo Letní olympiády 1996. Zastupovalo ho 37 sportovců (25 mužů a 12 žen) v 10 sportech.

## Medailisté
| Medaile | Jméno                 | Sport | Soutěž                       |
| ------- | --------------------- | ----- | ---------------------------- |
| Zlato   | Somluck Kamsing       | Box   | Muži pérová váha do 57 kg    |
| Bronz   | Vichairachanon Khadpo | Box   | Muži váha bantamová do 54 kg |